# Kreis Sonderburg
| Basisdaten                 | Basisdaten          |
| -------------------------- | ------------------- |
| Preußische Provinz         | Schleswig-Holstein  |
| Regierungsbezirk           | Schleswig           |
| Kreisstadt                 | Sonderburg          |
| Bestandszeitraum           | 1867–1920           |
| Fläche                     | 442,28 km² (1910)   |
| Einwohner                  | 39.909 (1910)       |
| Bevölkerungsdichte         | 90 Einw./km² (1910) |
| Gemeinden                  | 70 (1910)           |
| Gutsbezirke                | 3 (1910)            |
| Provinz Schleswig-Holstein |                     |
|                            |                     |

Der Kreis Sonderburg (dänisch Sønderborg landkreds  bzw. amt) war von 1867 bis 1920 ein Landkreis in der preußischen Provinz Schleswig-Holstein. Als Teil von Nordschleswig kam sein Gebiet 1920 zu Dänemark.

## Geschichte
Nach dem Deutsch-Dänischen Krieg von 1864 wurde Schleswig von Preußen und Österreich besetzt und schließlich 1867 von Preußen annektiert.
Der Kreis Sonderburg wurde 1867 „aus der Stadt Sonderburg; dem Flecken Norburg und den Aemtern Sonderburg und Norburg mit den im ersteren enklavirten adeligen Gütern Ballegaard und Beuschau und der Grafschaft Reventlow-Sandberg“ gebildet.
1920 wurde der Kreis aufgelöst und das Gebiet auf Grund der im Friedensvertrag von Versailles vorgesehenen Volksabstimmung in Schleswig an Dänemark abgetreten.

## Einwohnerentwicklung
| Jahr | Einwohner |
| ---- | --------- |
| 1890 | 32.177    |
| 1900 | 32.868    |
| 1910 | 39.909    |

## Landräte
- 1868–1874 Christian Matthiesen
- 1874–9999 Alfred von Saldern (1829–1904)
- 1874–9999 Karl von Hollen (1839–1895)
- 1875–1879 Eduard von Magdeburg (1844–1932)
- 1881–1912 Adolf von Tschirschnitz (1837–1912)
- 1913–1920 Kurt Schönberg (1877–1948)

## Wirtschaft
Der Landkreis war als Eisenbahninfrastrukturunternehmen tätig und erbaute im Jahre 1898 die Strecken der Kreisbahn auf Alsen. Die Betriebsführung lag bei Lenz & Co GmbH – Betriebsabteilung Altona.

## Amtsbezirke und Gemeinden
Bei Bildung der Amtsbezirke 1889 bestand der Kreis aus der Kreisstadt Sonderburg und den Flecken Augustenburg und Norburg, sowie aus 67 Landgemeinden und drei Gutsbezirken, die sich wie folgt auf die 18 Amtsbezirke verteilten:
| Amtsbezirk Atzerballig - Atzerballig - Atzerballigholz - Kettingholz - Teile des Forstgutsbezirks Sonderburg Amtsbezirk Broacker - Broacker - Dünth - Gammelgab - Iller - Möllmark - Schelde - Teile des Forstgutsbezirks Sonderburg Amtsbezirk Düppel - Düppel - Rackebüll - Staugaard Amtsbezirk Eken - Dünnewitt - Eken - Elstrup - Guderup-Sjellerup - Stolbro - Teile des Forstgutsbezirks Sonderburg | Amtsbezirk Ekensund - Ekensund - Schmöl - Schottsbüll Amtsbezirk Hagenberg - Brandsbüll - Hagenberg - Lauensby - Lunden-Elsmark Amtsbezirk Holm - Holm - Pöhl Amtsbezirk Hörup - Hörup - Lamberg - Maibüll - Miang - Minteberg - Teile des Forstgutsbezirks Sonderburg Amtsbezirk Kekenis - Hirschholm - Neuhof - Sönderby-Osterby | Amtsbezirk Ketting - Bro - Ketting - Sebbelau Amtsbezirk Lysabbel - Lysabbel - Mummark - Sarup - Schauby - Wiby-Fjelby Amtsbezirk Nottmark - Almstedt - Hellwitt - Hundsleben - Nottmark - Teile des Forstgutsbezirks Sonderburg Amtsbezirk Oxbüll - Broballig - Meels - Oxbüll Amtsbezirk Satrup-Nübel - Nübel - Satrup - Schnabek - Stenderup - Gutsbezirk Sandberg | Amtsbezirk Schwenstrup - Schwenstrup - Stevning - Gutsbezirk Norderholz Amtsbezirk Tandslet - Erteberg - Lebüll - Tandslet Amtsbezirk Ulderup - Auenbüll - Beuschau - Blans - Ulderup Amtsbezirk Ulkebüll - Kjär - Klinting - Sundsmark - Ulkebüll - Wollerup - Teile des Forstgutsbezirks Sonderburg |